# Nakbé
Nakbé é um sítio arqueológico de um assentamento do período Pré-Clássico Médio Inicial da Civilização Maia. Está localizado no departamento de El Petén, na Guatemala.

## História
O assentamento se originou entre os anos de 1200 a.C. e 1000 a.C., ocorrendo uma grande ocupação em torno dos anos 1000 a.C. e 600 a.C.. Foi neste período que surgiram a hierarquia social e desigualdade econômica. Acredita-se que o declínio populacional do assentamento, ocorreu a partir do período Pré-Clássico Tardio, entre 150 d.C. e 250 d.C., devido ao crescimento do assentamento próximo, atual sítio El Mirador, que se tornou o centro político e econômico maia mais importante neste período.

## Características
O centro cerimonial do sítio está dividido em dois grupos principais, ocidental e oriental; e estão conectados por uma calçada (sacbé) principal. Uma outra calçada liga grupos menores, que estão na periferia, à calçada principal. E outra calçada liga o grupo ocidental ao sítio El Mirador.

### Entre 1000 a.C. e 600 a.C.
Até aproximadamente 800 a.C., as construções consistiam em residências baixas, feitas de taipa com piso de barro compactado. E as edificações eram espalhadas por todo o assentamento. Após 800 a.C., as estruturas passaram a ser construídas com paredes de pedras esculpidas e pisos de sascab (marga calcária) e pisos finos de estuque.
Foram encontradas evidências de incrustações dentárias e deformação do crânio. Entre os artefatos, encontraram conchas do tipo Strombus pugilis, e obsidianas.

### Entre 600 a.C. e 300 a.C.
Foram construídas, por cima de antigas construções, grandes plataformas preenchidas com entulho e cobertas com piso de estuque; edifícios com 5 a 18 metros de altura; e sistema hídrico de camais e reservatórios. As estruturas eram construídas com grandes blocos de pedra esculpida, que mediam entre 70 e 90 centímetros de comprimento, e 40 e 50 centímetros de largura.
Entre os anos 400 a.C. e 300 a.C., passaram a introduzir esculturas no assentamento. A Estela 1, que está localizada na praça central do grupo oriental, possuía 3,5 metros de altura e 1,80 metros de largura, esculpida com duas imagens, uma de Hunahpú e outra de Xbalanqué, com os pés descalços e vestindo trajes cerimoniais reais, com Xbalanqué apontando para cima, em direção a uma cabeça esculpida do deus Hun-Hunahpú. A estala se encontra fragmentada em 45 partes.

### Entre 300 a.C. e 150 d.C.
Construíram edifícios em padrão triádico, que consistia 3 edifícios, sendo o edifício do centro maior que os das laterais, sobre uma plataforma. E passaram a fazer artes decorativas nas fachadas dos edifícios.
A Estrutura 1, a maior estrutura do sítio, faz parte de uma edificação triádica. Possui 45 metros de altura e uma escadaria central, com 4 máscaras nas laterais esculpidas na pedra. Mais 3 máscaras foram descobertas em outras partes da estrutura, com uma das máscaras possuindo 11 metros de largura e 5 metros de altura, representando o Deus-pássaro Itzam-Ye, com partes ainda coberta com estuque e pintada de verde com traços vermelhos e pretos.

## Estudos e escavações
O sítio foi avistado pela primeira vez, em 1930, durante um voo sobre a região, feita pela Universidade da Pensilvânia, que estava realizando um levantamento dos sítios da região de Petén, através do Projeto Regional de Pesquisa Arqueológica no Norte de Petén, Guatemala (PRIANPEG).
O primeiro pesquisador cientifico a visitar o sítio foi Ian Graham da Universidade de Harvard, no ano de 1962,  que mapeou uma parte do assentamento e o nomeou de Nakbé, que em iucatecano significa "preso ou perto da estrada".

Em 1987, Richard Hansen realizou a Missão Nakbé, onde foi feito o primeiro levantamento arqueológico do sítio.